# Ipogeo di via Dino Compagni
L’ipogeo di via Dino Compagni è un cimitero sotterraneo tardo antico di diritto privato, posta in via Dino Compagni, nelle vicinanze di via Latina, nel quartiere Appio-Latino. Il cimitero è conosciuto anche col nome di catacomba della via Latina.

## Storia
Quest'ipogeo, di cui le fonti antiche tacciono totalmente, fu scoperto per caso agli inizi del 1956 durante gli scavi per le fondazioni di un nuovo palazzo. La sua scoperta fu tenuta nascosta fino alla fine dei lavori di costruzione del palazzo sovrastante e questo provocò danni alle pitture e alle strutture della catacomba, causati sia da improvvisati tombaroli che dalle gettate di cemento armato. Solo a novembre di quell'anno l'ingegnere Mario Santa Maria denunciò il ritrovamento della catacomba alla Pontificia commissione di archeologia sacra. Fu incaricato padre Antonio Ferrua di visitare gli ambienti e si rese subito conto dell'eccezionalità della scoperta: la catacomba fu sterrata nei mesi successivi, ed i lavori si conclusero nel giugno del 1956.
L'ipogeo, di diritto privato, fu scavato per ospitare le tombe di una o più famiglie imparentate tra loro, i cui membri non erano ancora tutti passati alla fede cristiana: questo aspetto si evince dal fatto che la catacomba conserva molte pitture con soggetti pagani, e non solo cristiani. La catacomba ebbe una vita breve, circa cinquant'anni, dagli inizi del IV secolo fin verso il 350-360 d.C. Non si conosce il nome o i nomi delle famiglie lì sepolte.

## Topografia
La catacomba si sviluppa con una struttura molto semplice, su un solo livello: due gallerie parallele tra loro, e distanti circa 18 metri, sono attraversate perpendicolarmente da un'altra galleria, che termina con una serie di cubicoli e cripte, che sono le più interessanti dal punto di vista pittorico ed architettonico.
L'antico ingresso è oggi ostruito da una sovrastante e recente costruzione; si accede all'ipogeo da un tombino posto nel marciapiede in via Latina.

## Descrizione
Leonella De Santis riferisce l'affermazione, secondo la quale per molti studiosi dell'arte paleocristiana l'ipogeo di via Dino Compagni, per la ricchezza delle sue decorazioni, rappresenta una vera e propria "pinacoteca del IV secolo":
(L. De Santis, op. cit., p. 281)
Come detto, le pitture, che ricoprono nella loro totalità le pareti dell'ipogeo, ritraggono scene con temi pagani, che si alternano ad altre tratte dal repertorio cristiano, sia vetero che neotestamentario.